# Tim Sköld
Tim Sköld, pseudonimo di Thim Sköld (Skövde, 14 dicembre 1966), è un bassista, chitarrista, cantante heavy metal svedese.
È famoso per essere stato il leader degli Shotgun Messiah, nella seconda parte della loro breve carriera, e per aver suonato in seguito con i KMFDM e con Marilyn Manson.
Ha suonato anche nei The Newlydeads di Taime Downe (ex Faster Pussycat). Dal 2003 fino al 2007 è entrato a far parte del gruppo Marilyn Manson per la registrazione degli album The Golden Age of Grotesque e Eat Me, Drink Me sostituendo il bassista originale Twiggy Ramirez. È uscito poi dal gruppo proprio al ritorno di quest'ultimo.

## Discografia

### Solista come "Skold"

#### Studio
- 1996 - Skold
- 2011 - Anomie
- 2016 - The Undoing
- 2019 - Never Is Now
- 2021 - Dies Irae
- 2022- Dead God

#### EP
- 1996 - Neverland
- 2002 - Dead God

### Con i Not My God
- 2020 - Not My God

### Con gli Shotgun Messiah
- 1989 - Shotgun Messiah
- 1991 - Second Coming
- 1992 - I Want More
- 1993 - Violent New Breed

### Con i Kingpin
- 1988 - Welcome To Bop City

### Con i KMFDM
- 1997 - Symbols
- 1999 - Adios
- 2002 - Attak

### Con Marilyn Manson
- 2003 - The Golden Age of Grotesque
- 2004 - Lest We Forget
- 2007 - Eat Me, Drink Me